# 마리노스 사치아스
마리노스 사치아스(그리스어: Μαρίνος Σατσιάς, 1978년 5월 24일 ~ )는 키프로스의 은퇴한 축구 선수로, 포지션은 수비형 미드필더이다. 키프로스의 아포엘 FC에 입단하여 선수 생활을 시작했고, 선수 생활 내내 아포엘의 일원으로 활약하며 팀의 주장을 역임했다. 12년 동안 키프로스 대표팀의 일원으로도 활약하였다.

## 클럽 경력
1995년 17세의 어린 나이에 키프로스의 명문 구단 아포엘 FC에서 데뷔하였으며 6회의 리그 우승, 5회의 컵대회 우승을 이끌었고 특히 2011-12 UEFA 챔피언스리그에서 8강에 진출하는 이변을 일으키는 데 기여하였다.

## 국가대표팀 경력
2000년 4월 26일에 루마니아와의 친선 경기를 통해 A매치에 데뷔하였으며, 경기는 0-2로 패했다. 이후 2002년 FIFA 월드컵 예선, UEFA 유로 2004 예선, 2006년 FIFA 월드컵 예선, UEFA 유로 2008 예선, 2010년 FIFA 월드컵 예선, UEFA 유로 2012 예선에 키프로스 대표팀의 일원으로 참가하였다. 그의 마지막 국가대표 경기는 2012년 2월 29일에 열린 세르비아 대표팀과의 친선 경기이다.